# 이준 (고려)
이준(李竴, 1338년 ~ ?)은 고려 말의 문신으로, 본관은 경주(慶州)이다. 이달충(李達衷)의 장남이다.

## 생애
1357년(공민왕 6) 어사대부(御史大夫) 신군평(申君平)이 주관한 성균시(成均試)에 장원으로 합격하고, 1360년 23세로 문과에 급제했다.
1367년(공민왕 16) 헌납(獻納)으로서 팔관회(八關會)에 참석했는데, 홍영통(洪永通)의 횡포로 좌사의대부(左司議大夫) 신덕린(申德隣), 헌납 박진손(朴晉孫), 정언(正言) 정리(鄭釐)·안면(安勉)과 함께 부상을 입었다.
이에 우사의대부(右司議大夫) 탁광무(卓光茂)가 홍영통을 탄핵했으나, 그는 신돈(辛旽)에게 의지했기에 처벌을 면하고, 오히려 신덕린 등이 왕명을 어겼다는 이유로 파직되었다.
1377년(우왕 3) 지윤(池奫)이 처형되자 목인길(睦仁吉)이 두 사람을 그의 일당이라고 무고하여 순군옥(巡軍獄)에 갇히게 했는데, 곧 석방되었다.
이는 목인길이 일찍이 이준·이전(李竱) 형제와 토지 문제로 다투다가 틈이 생기자 그들을 중상하려고 벼르고 있었기 때문이었다.
1389년(창왕 원년) 간관(諫官) 중 한 명으로서 사전(私田)을 부활시켜서는 안 된다고 글을 올려 간쟁했으며, 이후 관직이 호조전서(戶曹典書)에 이르렀다.

## 가족 관계
- 증조 - 이세기(李世基)[6] : 밀직사부사(密直司副使)·예문관대제학(藝文舘大提學), 문희공(文僖公)
  - 조부 - 이천(李蒨, ? ~ 1349년)[7] : 도첨의참리(都僉議參理), 월성군(月城君), 문효공(文孝公)
    - 아버지 - 이달충(李達衷, 1309년 ~ 1385년)[7] : 초명 이달중(李達中), 계림부윤(鷄林府尹)·계림군(鷄林君), 문정공(文靖公)
    - 어머니 - 참지문하정사(參知門下政事)·집현전대학사(集賢殿大學士) 조문근(趙文瑾)의 차녀[6]
      - 동생 - 이전(李竱)[7] : 동지밀직사사(同知密直司事), 월성군, 이승상(李升商, ? ~ 1413년)의 아버지
      - 동생 - 이수(李䇕)[7] : 판강릉대도호부사(判江陵大都護府使), 증 공조판서(工曹判書), 이흥상(李興商, ? ~ 1465년)의 아버지
      - 동생 - 이횡(李竑)[7]
      - 부인 - 미상
        - 아들 - 이윤상(李允商)[6] : 부사(府使)
        - 첫째 사위 - 안수(安垂)[6] : 예부의랑(禮部議郞)
        - 둘째 사위 - 왕렴(王廉)[6] : 좌랑(佐郞)